# Gravesano
Gravesano (in dialetto ticinese Gravesàn) è un comune svizzero di 1 299 abitanti del Canton Ticino, nel distretto di Lugano.

## Geografia fisica
Gravesano si trova nella valle del Vedeggio, a ovest di Lugano.

## Monumenti e luoghi d'interesse

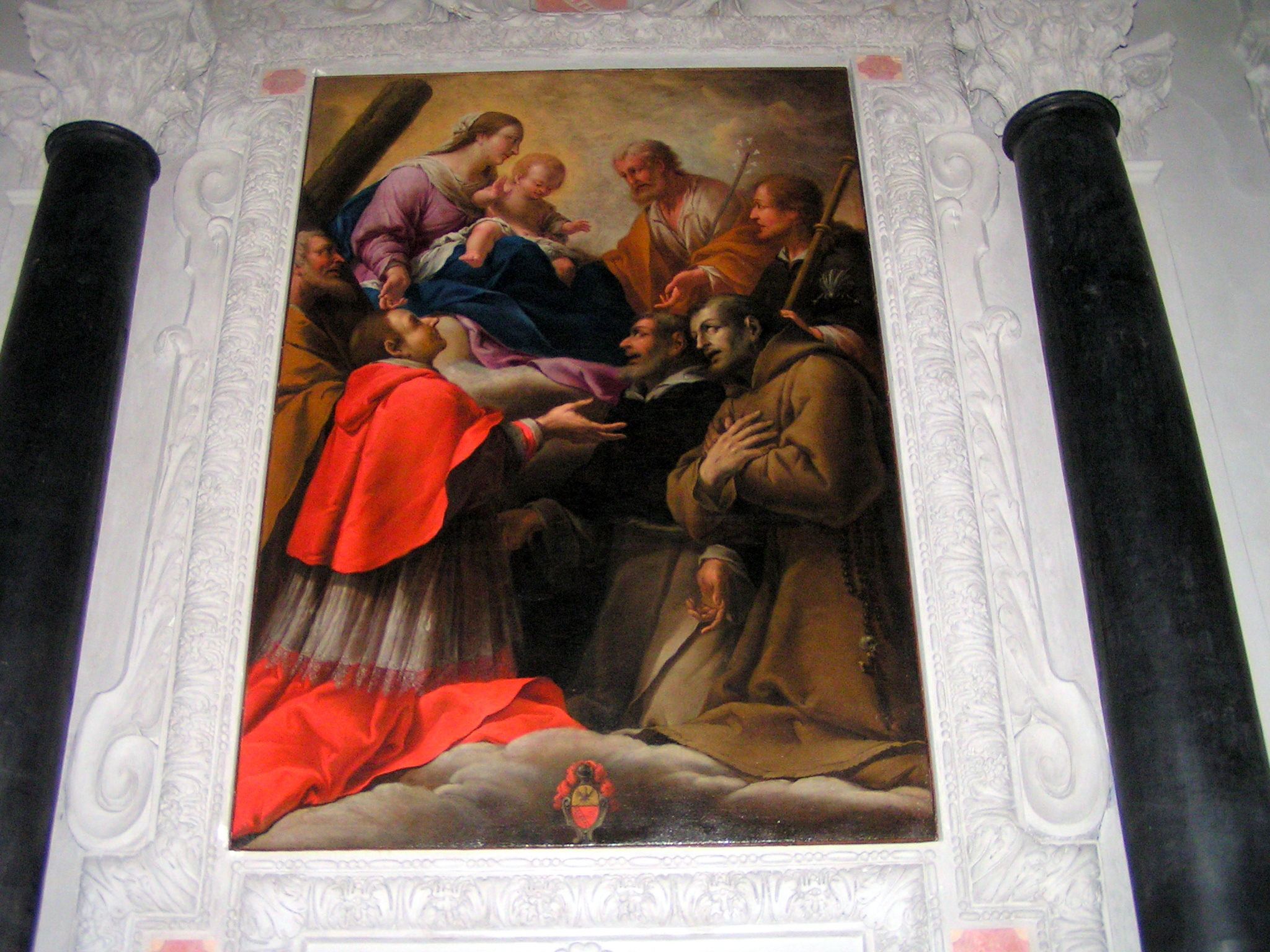
Carpoforo Tencalla, Madonna con Bambino tra sanati, dipinto conservato nella chiesa dei Santi Pietro e Paolo

- Chiesa dei Santi Pietro e Paolo, eretta nel 1609[1];
- Santuario della Madonna di Cimaronco[senza fonte].

## Società

### Evoluzione demografica
L'evoluzione demografica è riportata nella seguente tabella:
Abitanti censiti

## Economia
Nella località si trova la clinica privata "Ars Medica", salita agli onori della cronaca nel 2005 quando ha ospitato il presidente del Consiglio dei ministri della Repubblica Italiana Silvio Berlusconi per un'operazione di chirurgia estetica al viso.

## Amministrazione
Ogni famiglia originaria del luogo fa parte del cosiddetto comune patriziale e ha la responsabilità della manutenzione di ogni bene ricadente all'interno dei confini del comune.